# Isabel I de Rusia
Isabel I de Rusia, o Isabel Petrovna Románova (en ruso: Елизаве́та Петро́вна; Kolómenskoe, 29 de diciembre de 1709-San Petersburgo, 5 de enero de 1762) fue emperatriz del Imperio ruso entre 1741 y 1762. También llamada La Clemente, fue la segunda hija de Pedro I y Catalina I. 
Subió al trono tras la revuelta militar que derribó al zar Iván VI de Rusia. Realizó numerosas reformas: abolió la pena de muerte, estableció el Senado, creó un Consejo político supremo, suprimió las aduanas internas, fundó la Universidad de Moscú y la Academia Imperial de las Artes y reorganizó el comercio interior. También amplió los poderes de la nobleza (restringidos por Pedro I de Rusia), lo que hizo empeorar las condiciones de vida del campesinado.
En política exterior, apoyó militarmente a María Teresa I de Austria, durante la guerra de sucesión austriaca. Durante la guerra de los Siete Años, integró una coalición con Austria, España, Francia, Sajonia y Suecia contra Federico II de Prusia y sus aliados, Inglaterra, Portugal y Hanóver. Su alianza con María Teresa favoreció a Austria en su disputa con Prusia por la supremacía sobre los Estados alemanes y por el dominio de Silesia. Bajo su mando, el poderío ruso infligió grandes pérdidas al ejército prusiano. Sin embargo, su muerte en 1762 haría cambiar el curso del conflicto y dio lugar al milagro de la Casa de Brandeburgo.

## Primeros años
Isabel era la segunda hija del emperador Pedro I de Rusia y de Catalina I de Rusia. Sus padres se casaron en secreto en la catedral de la Santa Trinidad de San Petersburgo en noviembre de 1707. La ceremonia pública tuvo lugar en febrero de 1712. Fue nombrada zarevna el 6 de marzo de 1711 y zarévich el 23 de diciembre de 1721.

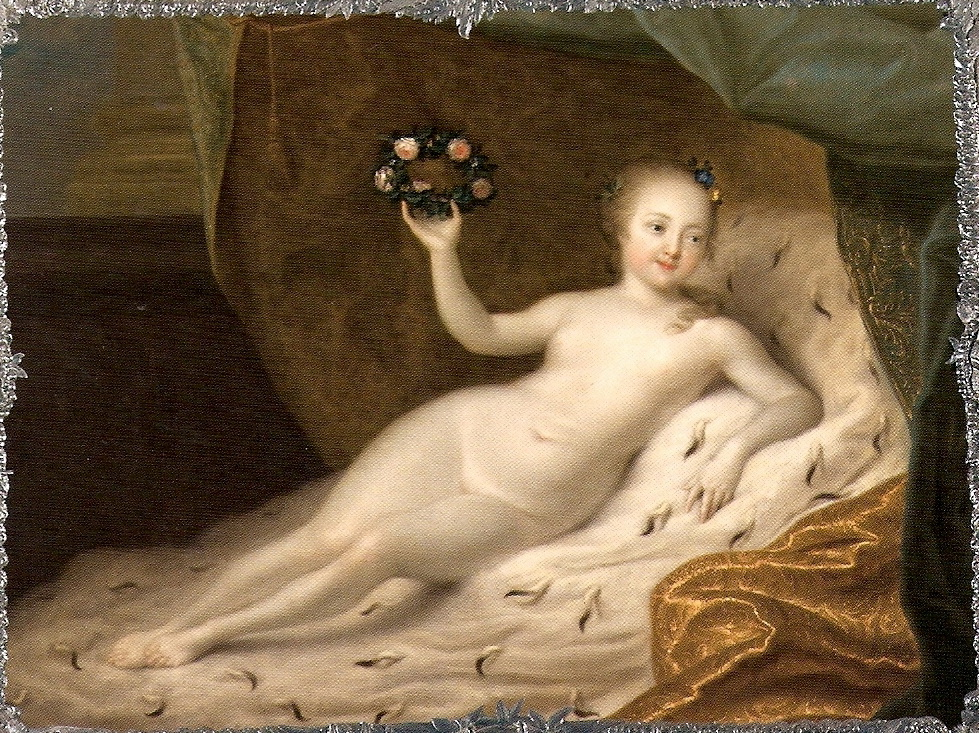
Retrato de Isabel como Venus, pintado alrededor de 1710 para el palacio Peterhof

De los doce hijos de Pedro y Catalina (cinco niños y siete niñas), solo dos, Ana Petrovna e Isabel Petrovna sobrevivieron a la infancia. Ana Petrovna estuvo prometida al duque de Holstein-Gottorp, sobrino del fallecido rey Carlos XII de Suecia, antiguo adversario de su padre. Pedro intentó también encontrar un buen pretendiente para Isabel en la corte real francesa cuando visitó el país. Su intención era casar a su segunda hija con el joven Luis XV de Francia, pero los Borbones rechazaron la oferta. Isabel fue prometida al príncipe Carlos Augusto de Holstein-Gottorp. Políticamente era una alianza útil, sin embargo, pocos días antes del compromiso, Carlos Augusto murió y, hasta la muerte de Pedro, no se había concretado plan alguno de matrimonio para Isabel.
Isabel fue una niña inteligente pero que no fue brillante intelectualmente porque su educación formal fue imperfecta e inconstante. Su padre la adoraba pues veía en ella una especie de «réplica femenina» de sí mismo, tanto a nivel físico como de temperamento. No obstante, Pedro no tenía tiempo disponible para dedicarse a su formación y su madre era demasiado sencilla e iletrada para supervisar sus estudios. Isabel tuvo una preceptora francesa y hablaba de forma fluida italiano, alemán y francés, además de ser una excelente bailarina y amazona. De hecho, se considera que ella estuvo en el origen de la célebre francofilia rusa, frente a la conocida germanofilia de su padre Pedro el Grande. Desde la infancia, encandilaba a todos por su belleza y su vivacidad y fue conocida como la mayor belleza del Imperio ruso.
Cuando el imponente Pedro el Grande murió en 1725, su esposa Catalina I asumió el trono, frustrando los planes de quienes pretendían llevar al trono al nieto de Pedro, hijo del zarévich Alexis Petróvich, y que andando el tiempo llegaría a ser el futuro zar Pedro II. Catalina se convirtió en zarina por derecho propio, y en aquellos años, Isabel y su hermana mayor Ana Petrovna continuaron gozando de la dulzura de la vida palaciega que habían conocido al nacer. Por aquellos años, la zarina buscó el casamiento de su hija Isabel con el joven monarca francés, Luis XV, pero la Europa de aquel momento ya no miró a la Rusia posterior a Pedro I con los mismos ojos. Catalina I sufrió la humillación de ver cómo sus hijas eran ignoradas en las listas de posibles pretendientas para los grandes herederos de las distintas casas reales europeas. 
Cuando Catalina murió en 1727, Isabel se sometió a los designios del nuevo heredero, el inestable niño, Pedro II, su medio sobrino.

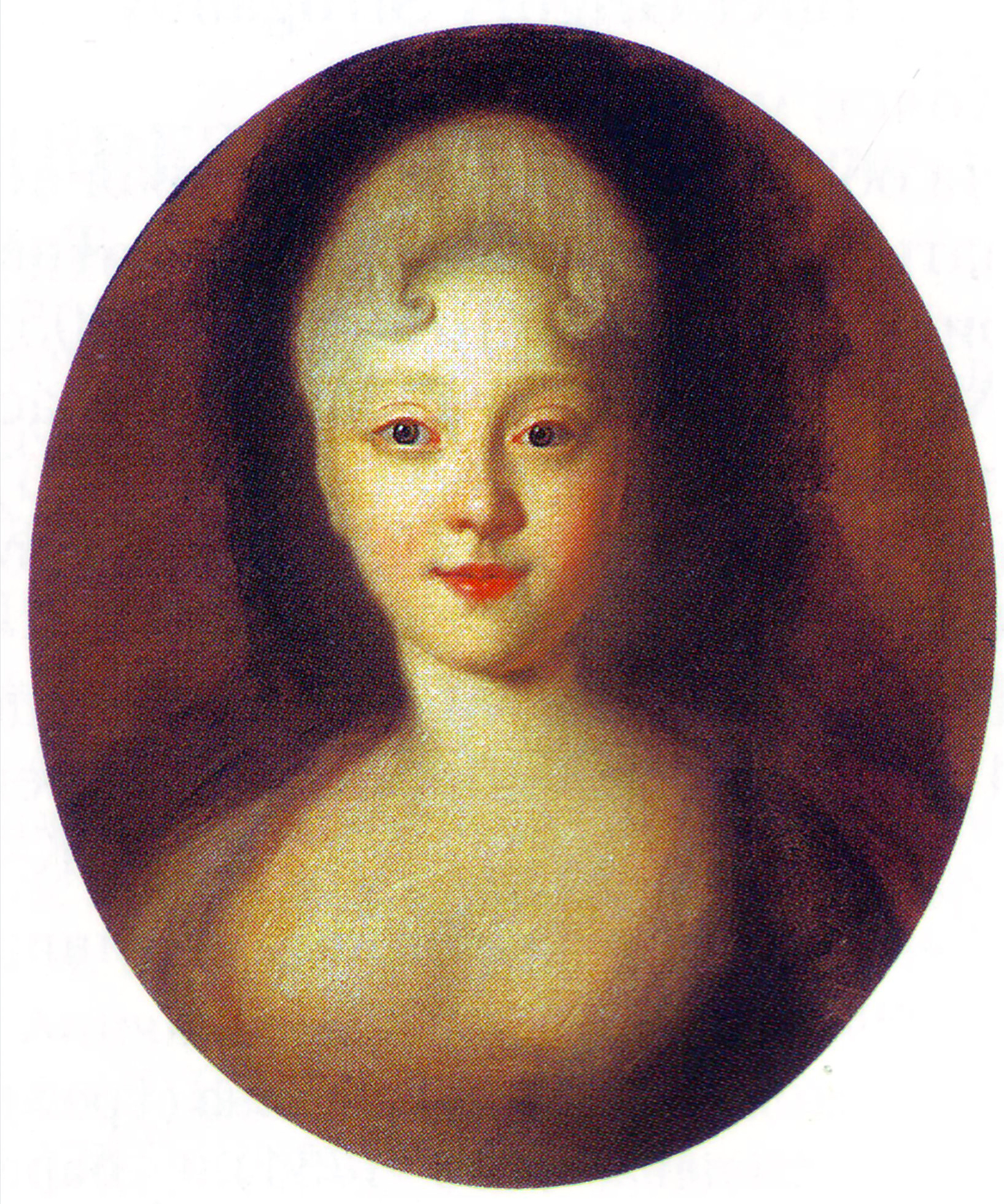
Isabel Petrovna en la década de 1720, por Iván Nikítich Nikitin

Mientras Aleksandr Ménshikov estuvo en el poder, Isabel fue tratada con generosidad y distinción por parte del gobierno de su "medio sobrino", el adolescente Pedro II. El zar-niño siempre sintió un enorme cariño hacia su tía, con la que compartía muchas veladas campestres alejados de la asfixiante Corte. Sin embargo, los Dolgorúkov, una antigua familia boyarda, tenían un profundo resentimiento hacia Ménshikov. Pedro II se alió con el príncipe Iván Dolgorúkov que, contando con el apoyo de dos miembros más de su familia en el Consejo Supremo del Estado, creó el ambiente ideal para un golpe exitoso. Ménshikov fue preso, despojado de todos sus honores y propiedades y exiliado en Siberia donde murió en noviembre de 1729. Los Dolgorúkov odiaban la memoria de Pedro I y prácticamente desterraron a su hija de la corte. 
Con la muerte de aquel niño-zar, Isabel perdió otro vínculo con los miembros de su estirpe Románov. Además, la subida al trono de su prima, la emperatriz Ana Ioánnovna, no ayudó a estabilizar la vida de Isabel. Por aquellos años, ninguna corte real o casa noble de Europa podría permitir que un hijo cortejara a Isabel, pues podría ser interpretado como un acto de hostilidad hacia la soberana. Casarse con un plebeyo era impensable, pues le costaría no solo el título sino sus derechos a las propiedades y al trono. La princesa se convirtió en amante de Alekséi Shubin, un guapo sargento del Regimiento Semiónovski. A Shubin le arrancaron la lengua y fue desterrado a Siberia por orden de la emperatriz Ana Ioánnovna, con lo que Isabel, en represalia, se involucró con un cochero e incluso con un camarero.
Finalmente, encontró consuelo en un joven cosaco ucraniano, con una bella voz de bajo, que un noble había llevado a San Petersburgo para integrar el coro de una iglesia. Isabel lo contrató para su propio coro. Su nombre era Alekséi Razumovski, un hombre bueno y sencillo, pero perturbado por la ambición. Las relaciones entre Isabel y Alekséi dieron lugar a rumores sobre un posible casamiento en secreto (véase Предание о браке Елизаветы Петровны). Más tarde, Razumovski sería conocido como el Emperador de la Noche («Ночной император») e Isabel (ya emperatriz) lo haría príncipe y mariscal de campo. El emperador austríaco lo nombraría también conde del Sacro Imperio Romano Germánico. Del mismo modo, el Duque de Almodóvar, indica en su correspondencia como Embajador en la corte rusa en 1762, que "su favor fue tan público y señalado que es voz común que estaban casados en secreto."
Durante los tortuosos años de la emperatriz Ana Ioánnovna, Isabel vivió inmersa en el desconcierto, ante aquella tiránica mujer, obesa y envejecida, que veía a la bella princesa danzando en las fiestas organizadas en la Corte imperial. El temor a ser ejecutada por traición revoloteó sobre la cabeza de Isabel durante aquellos años, llevándola cada vez más a la obsesión de verse apresada o sometida al terrible knut (látigo). Así que cuando la zarina murió y convirtió a su sobrina, Ana Leopóldovna, en regente del niño-zar Iván VI, Isabel se planteó la cuestión más ardua que revoloteaba en su cabeza: asumir el trono de su padre.

## Revolución palaciega de 1741

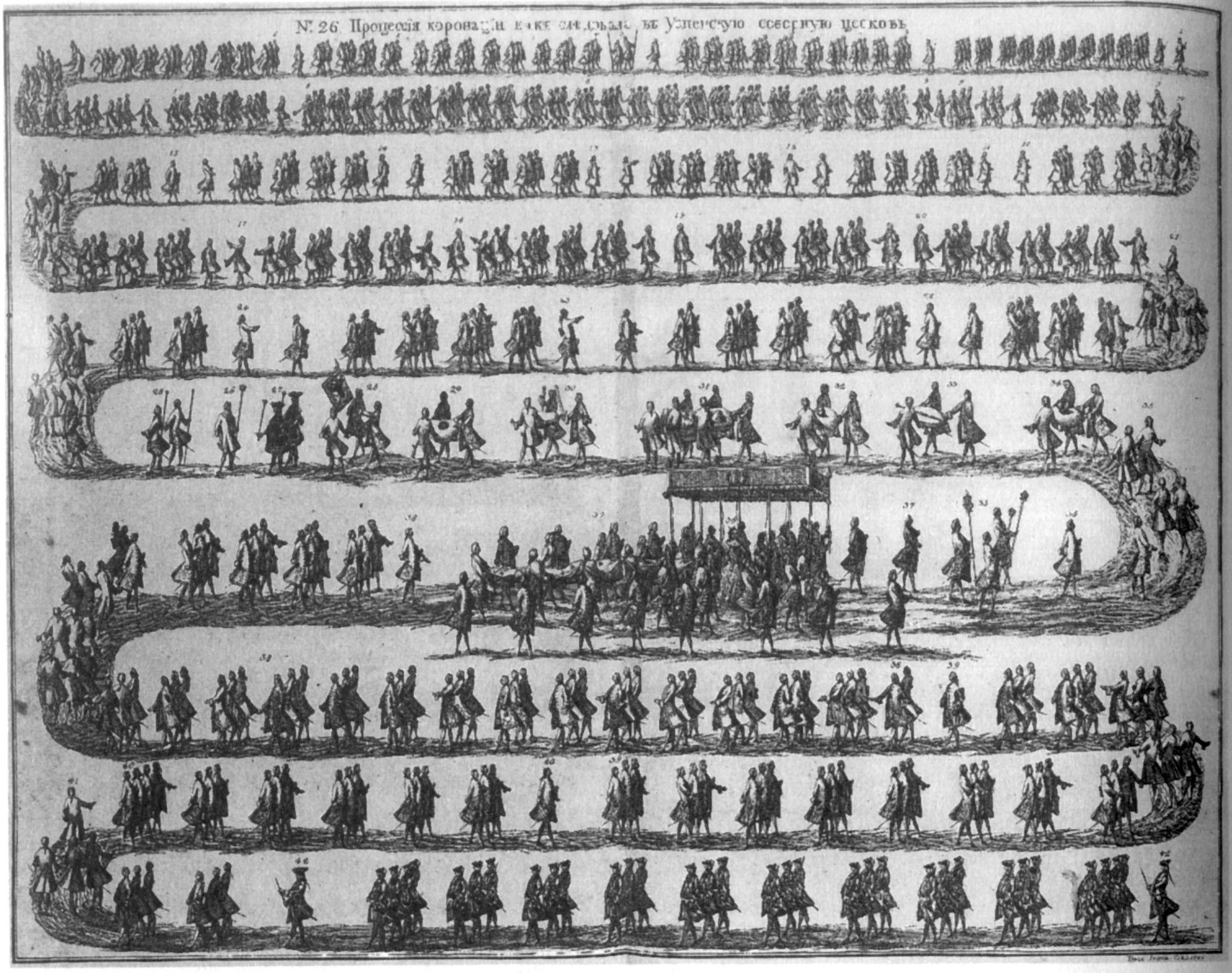
Coronación de la zarina Isabel I. Moscú, 1742, por Iván Sokolov.

Durante el reinado de su prima Ana Ioánnovna (1730-1740) y la regencia de Ana Leopóldovna (en nombre del recién nacido Iván VI, un periodo marcado por los altos impuestos y problemas económicos), Isabel buscó aliados entre bastidores de la corte. El transcurso de los acontecimientos contribuyó a derribar el gobierno débil y corrupto. Al ser hija de Pedro el Grande, contaba con grandes apoyos en los regimientos de guardias. Isabel visitaba con frecuencia esos regimientos y organizaba eventos especiales con los oficiales. De hecho, llegó a ser madrina de sus hijos. Su bondad se vio recompensaba cuando, en la noche del 25 de noviembre de 1741, asumió el poder con la ayuda del Regimiento Preobrazhenski. Cuando llegó a la sede del regimiento con una coraza de metal encima del vestido y sosteniendo una cruz de plata, declaró: «¿A quién quieren servir? ¿A mí, soberana natural, o a aquellos que me han robado la herencia?» Las tropas marcharon hacia el Palacio de Invierno, donde capturaron al joven emperador, a sus padres y a su comandante, el conde von Munnich. Fue un golpe osado, que transcurrió sin derramamiento de sangre. Isabel prometió que si llegaba a emperatriz, no firmaría nunca una sentencia de muerte, promesa inusitada que mantuvo a lo largo de su vida. Isabel se autocoronó en la catedral de la Dormición el 25 de abril de 1742.
Con 33 años, pocos conocimientos y ninguna experiencia en los asuntos de Estado, se convirtió en la cabeza de un gran imperio en uno de los periodos más críticos de su existencia. Su proclamación como Emperatriz Isabel I, mostró por qué los reinados anteriores llevaron a Rusia a la ruina: «El pueblo ruso gemía bajo los enemigos de la fe cristiana, pero ella, lo libró de la degradante opresión extranjera».
Rusia estaba dominada por consejeros alemanes e Isabel exilió a los más impopulares, entre ellos Heinrich Ostermann, Burkhard von Munnich e Carl Gustav Lowenwolde.
Por suerte, tanto para ella como para Rusia, incluso con todos sus defectos (como tardar meses en firmar documentos), había heredado algo del tino paterno en relación con los asuntos de gobierno. Su juicio agudo y su tacto diplomático también recordaban a Pedro el Grande. Las considerables reformas introducidas por su padre no habían ejercido una influencia en el pensamiento de las clases dominantes. Isabel sentó las bases de las reformas que posteriormente acabaría Catalina II.

## La política de Bestúzhev

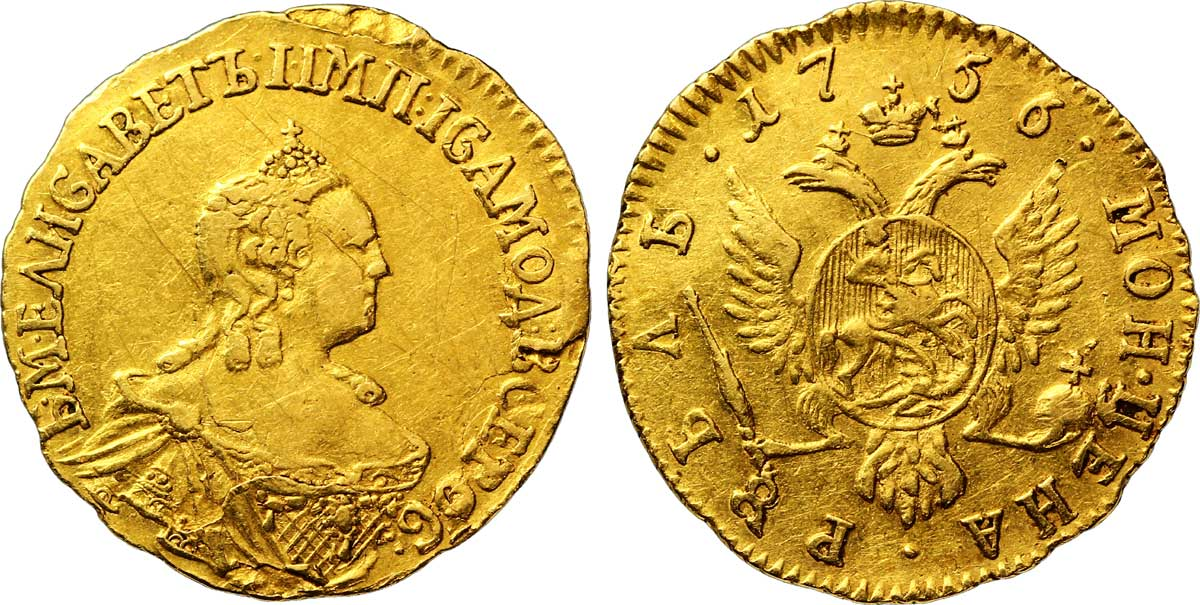
Moneda de 1 rublo con la efigie de Isabel I de Rusia

Tras la sustitución del sistema de Consejo de Ministros, favorable a la emperatriz Ana, por el Senado con jefes de departamento, como en los tiempos del emperador Pedro el Grande, la primera tarea de la nueva soberana fue resolver la disputa con Suecia. El 23 de enero de 1743, se iniciaron las negociaciones, que culminaron con el Tratado de Abo, firmado el 7 de febrero. Suecia cedió a Rusia toda la parte sur de Finlandia al este del río Kimene que, posteriormente, se convirtió en la frontera entre esos dos países. Las disposiciones del tratado incluían también las fortalezas de Villmanstrand y Fredrikshamn.
Este triunfo se debió a la habilidad diplomática del nuevo vicecanciller, Alekséi Bestúzhev-Riumin. No obstante, su política habría sido imposible sin el apoyos de Isabel, que lo colocó al frente de Asuntos Exteriores inmediatamente después de haber subido al trono. Bestúzhev representó a la parte antifrancoprusiana del gobierno y su objetivo fue conseguir una alianza angloaustrorrusa, algo que en la época era ventajoso para Rusia. Eso motivó la llamada conspiración de Lopujiná y otros intentos de Federico II el Grande y Luis XV de Francia para librarse de Bestúzhev (convirtiendo la corte rusa en el centro de una maraña de intrigas durante los primeros años del reinado de Isabel).

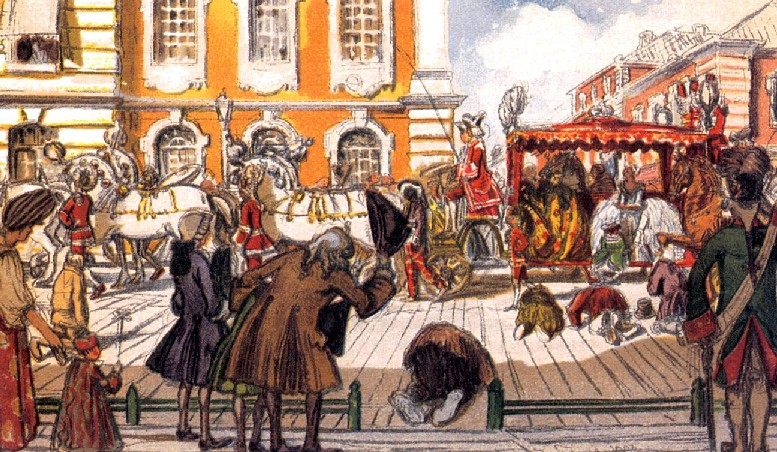
Paseo de Isabel por las calles de San Petersburgo (1903), acuarela de Alexandre Benois.

Bestúzhev, sin embargo, mereció el apoyo de Isabel, que lo mantuvo en el cargo. Su talento diplomático, amparado por el envío de 30 000 hombres de tropas auxiliares rusas al Rin, aceleró bastante las negociaciones de paz, que culminaron con el Tratado de Aquisgrán en octubre de 1748. Gracias a su tenacidad, Bestúzhev consiguió liberar a Rusia del lío sueco y reconcilió a la emperatriz con las cortes de Viena y Londres y permitió a Rusia reafirmarse de forma efectiva en Polonia, Turquía y Suecia y aislar al rey de Prusia, que se vio obligado a realizar alianzas hostiles. Nada de eso hubiera sido posible sin el apoyo constante de Isabel que confió en él implícitamente, a pesar de las insinuaciones de innumerables enemigos del canciller (la mayoría de ellos, amigos personales de la emperatriz).
El 14 de febrero de 1758, Bestúzhev fue depuesto del cargo. La futura Catalina II de Rusia escribió: «Fue despojado de todas sus condecoraciones y títulos, sin un alma que pudiese revelar qué delitos o transgresiones había cometido el primer caballero del imperio y fue enviado a su casa como un preso». Bestúzhev jamás fue acusado de ningún delito específico que justificara su condena. Se especuló con que el canciller había intentado sembrar la discordia entre la emperatriz, su heredero y la esposa de este. Quienes tenían interés en llevar a Bestúzhev a la ruina eran sus rivales: los Shuválov, el vicecanciller Mijaíl Illariónovich Vorontsov y los embajadores de Austria y Francia.

## El heredero

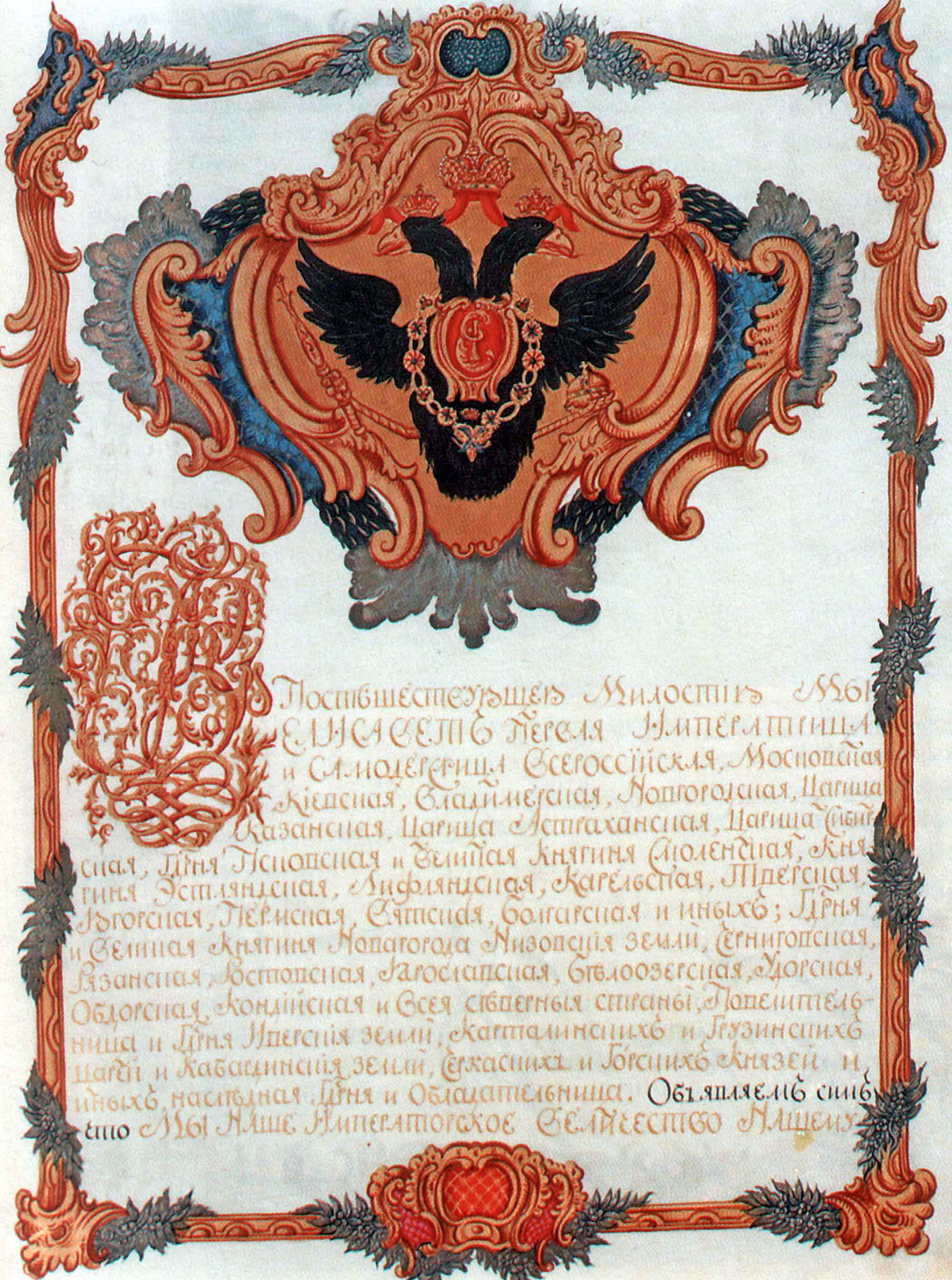
Donación de Isabel al teniente general ruso Balthasar Freiherr von Campenhausen, el 27 de mayo de 1756.

Como soberana soltera y sin hijos, era obligatorio que Isabel encontrara un heredero legítimo que asegurara la continuidad de los Románov. Finalmente, eligió a su sobrino Pedro aunque ella era consciente de que el depuesto Iván VI, a quien había apresado y aislado en la fortaleza de Schlisselburg aún representaba un gran peligro para su trono. Ella temía un golpe de Estado en favor de Iván y empezó a destruir documentos, monedas y cualquier otra cosa que pudiera hacer recordar al depuesto zar. También emitió una orden que determinaba la ejecución inmediata de Iván en caso de que intentara fugarse. Catalina II revalidó la orden y, cuando el intento de fuga se produjo, Iván fue asesinado y enterrado en secreto dentro de la propia fortaleza.
El joven Pedro había perdido a su madre, la gran duquesa Ana Petrovna, a los tres meses y el padre a los 11. Isabel invitó a su sobrino a San Petersburgo, donde fue proclamado heredero el 17 de noviembre de 1742. Asimismo, se nombraron tutores rusos para cuidar de la educación del futuro zar. Ansiosa por ver el futuro de la dinastía asegurado, Isabel escogió a la princesa Sofía Federica de Anhalt como prometida de su sobrino. Al convertirse a la fe ortodoxa, Sofía recibió el nombre de Catalina, en homenaje a la madre de Isabel. La boda se celebró el 21 de agosto de 1745 y el heredero, el futuro Pablo I nació el 20 de septiembre de 1754. Existen especulaciones sobre la verdadera paternidad de Pablo I pues se sugiere que no era hijo de Pedro III sino de un joven oficial llamado Serguéi Saltykov con quien Catalina había tenido una relación con el consentimiento de Isabel.
Aun así, Pedro nunca tuvo dudas de su paternidad pues tampoco tuvo mucho interés en esta. Sin embargo, Isabel tenía un gran interés en el niño hasta el punto de alejar a Pablo de su madre para actuar, ella misma, como madre del heredero. La emperatriz ordenó a la partera que cogiera al joven Pablo y la siguiera. Catalina no vio a su hijo durante más de un mes y solo tuvo un breve contacto con él en el bautismo. Seis meses después, Isabel permitió que Catalina viese a su hijo de nuevo. El niño se había convertido en una competencia del Estado o, en un sentido más amplio, en una propiedad del Estado.

## La guerra de los Siete Años

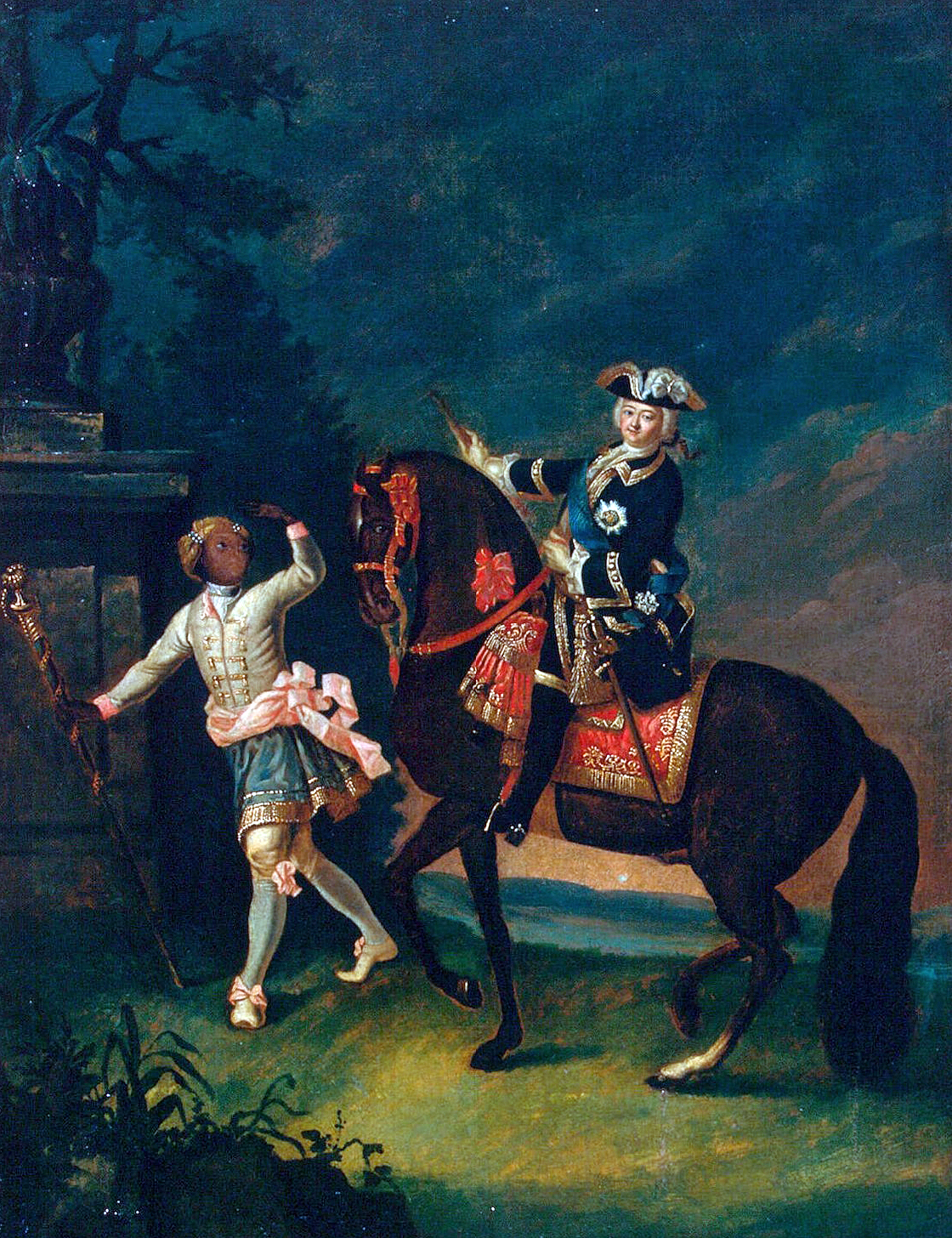
Retrato ecuestre de Isabel acompañada por un paje

El gran suceso de los últimos años de reinado fue la guerra de los Siete Años. Isabel consideraba que el Tratado de Westminster, del 17 de enero de 1756 (por el que Gran Bretaña se alió con Prusia con el único objetivo de defender el Electorado de Hanóver) como totalmente subversiva a las convenciones anteriores entre Gran Bretaña y Rusia. Además, la oposición de Isabel a Prusia también residía en la antipatía personal que la zarina sentía por Federico II de Prusia. Isabel deseaba mantenerlo dentro de los límites adecuados para que dejara de representar un peligro para el imperio. El 1 de mayo de 1757, Rusia se adhirió al Tratado de Versalles y se alió con Francia y Austria contra Prusia. El 17 de mayo, el Ejército ruso, con 85 000 hombres, avanzó hacia Königsberg.
Ni la grave enfermedad de la zarina, que empezó con un desmayo en Tsárskoye Seló el 19 de septiembre de 1757, ni la caída de Bestúzhev el 14 de febrero de 1758, ni las intrigas de varios poderes extranjeros en San Petersburgo interfirieron en el progreso de la guerra y en la aplastante derrota prusiana en la batalla de Kunersdorf el 12 de agosto de 1759. Finalmente, llevó a Federico al borde de la ruina.
El 21 de mayo de 1760, se firmó un nuevo acuerdo entre rusos y austriacos, que nunca se comunicó a la corte, que garantizaba Prusia Oriental a Rusia, como indemnización por los gastos de la guerra. El fracaso de la campaña de 1760, conducida por el inepto conde Aleksandr Buturlín, hizo que la corte de Versalles, la noche del 22 de enero de 1761, presentase un documento en la corte de San Petersburgo que informaba que el rey de Francia, en virtud de las condiciones de sus dominios, deseaba la paz.

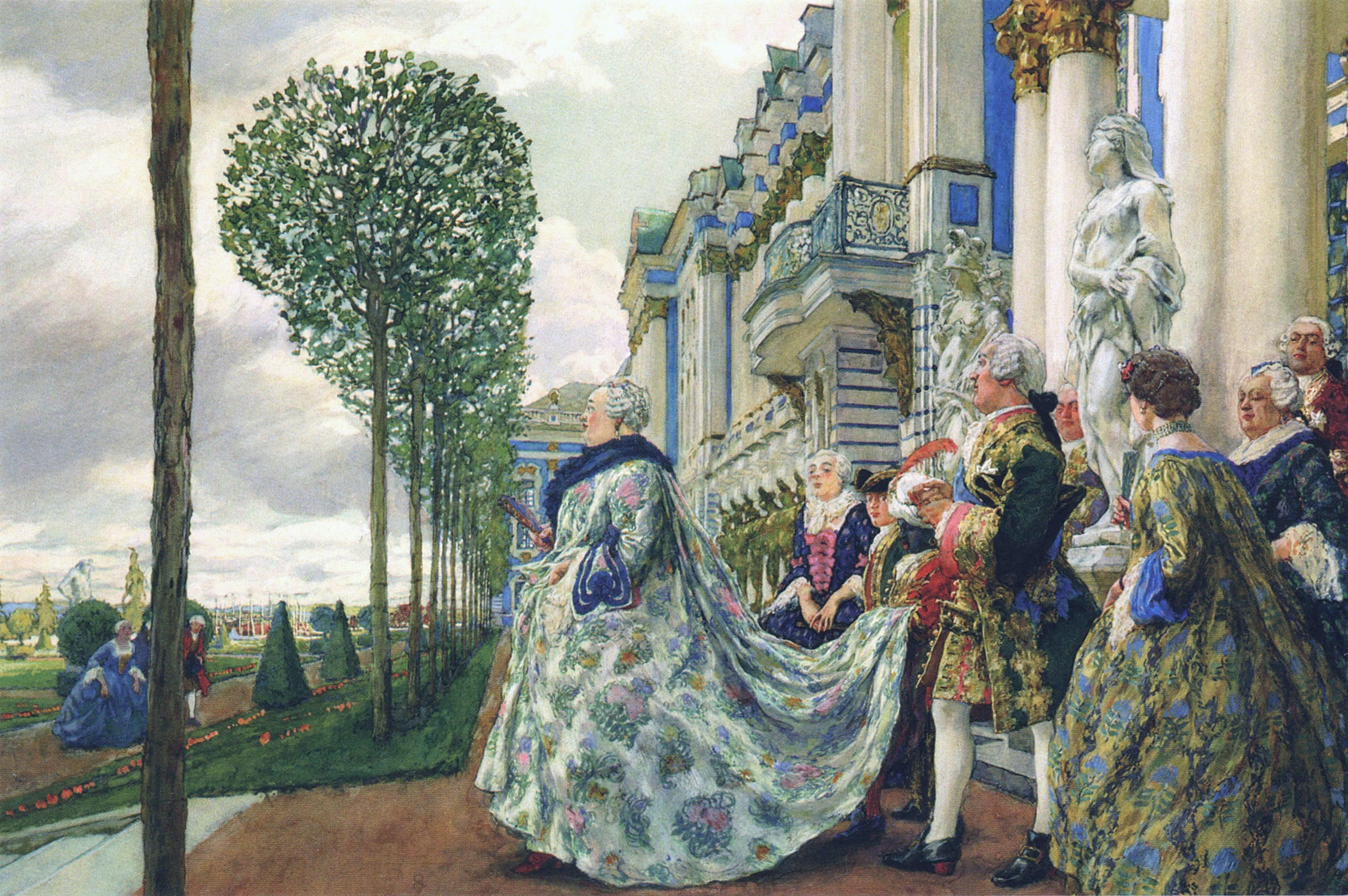
Isabel Petrovna en Tsárskoye Seló, por Eugene Lanceray (1905), Galería Tretiakov.

Simultáneamente, Isabel envió una carta secreta a Luis XV donde le proponía la firma de una nueva alianza más explícita que los tratados anteriores pero sin el conocimiento de Austria. El objetivo de Isabel en esa maravillosa negociación era reconciliar a Francia y a Gran Bretaña a cambio del empeño de todas las fuerzas francesas en la guerra alemana. Este proyecto naufragó debido a la gran envidia que sentía Luis XV por la creciente influencia rusa en Europa Oriental y su miedo a ofender a la Sublime Puerta. Finalmente se fijó una fecha para el inicio de las negociaciones de paz y, mientras tanto, la guerra contra Prusia debía continuar con determinación. En 1760, una columna ligera rusa ocupó Berlín. Las victorias rusas colocaron a Prusia en serio peligro.
La campaña de 1761 fue casi tan frustrante como la del año anterior. Federico fue hábil actuando a la defensiva y la captura de la fortaleza de Kołobrzeg el día de Navidad de 1761, la única victoria rusa. Sin embargo, Federico estaba pasando grandes apuros. El 6 de enero de 1762, escribió al conde Carlos Guilherme von Finckenstein: «Tenemos que pasar ahora en preservar para mi sobrino algún pedazo de mi territorio que consigamos salvar de la avidez de nuestros enemigos». Quince días después, sin embargo, escribió al príncipe Fernando de Brunswick: «El cielo comenzó a clarear. Valor, querido amigo. Acabo de recibir una gran noticia». La gran noticia que acababa de recibir pasó a la historia como el milagro de la Casa de Brandeburgo, la muerte de la zarina Isabel I el 5 de enero de 1762.

## La corte de la zarina
Bajo el reinado de Isabel, la francófila corte rusa fue una de las más bellas de toda Europa. Los extranjeros se quedaban sorprendidos con el lujo de los bailes suntuosos y de máscaras. La zarina se enorgullecía de sus habilidades como bailarina y usaba los vestidos más elegantes. Emitió decretos que regulaban los estilos de ropa y adornos usados por los cortesanos. Nadie estaba autorizado a llevar el mismo peinado que la soberana. Isabel poseía quince mil vestidos de baile, varios miles de pares de zapatos así como un número ilimitado de medias de seda. A pesar de su amor por la corte, Isabel era profundamente religiosa. Visitaba conventos e iglesias y pasaba muchas horas en la iglesia. Cuando fue llamada a firmar una ley de desacralización de las tierras de la iglesia, ella dijo: «Hagan lo que quieran después de mi muerte. Yo no voy a firmar esto.» Todos los libros extranjeros que llegaban tenían que ser aprobados por el censor de la iglesia. Vasili Kliuchevski la llamó «la amable e inteligente, pero desordenada mujer rusa» que combinaba «las nuevas tendencias europeas con devotas tradiciones nacionales.»

## Muerte

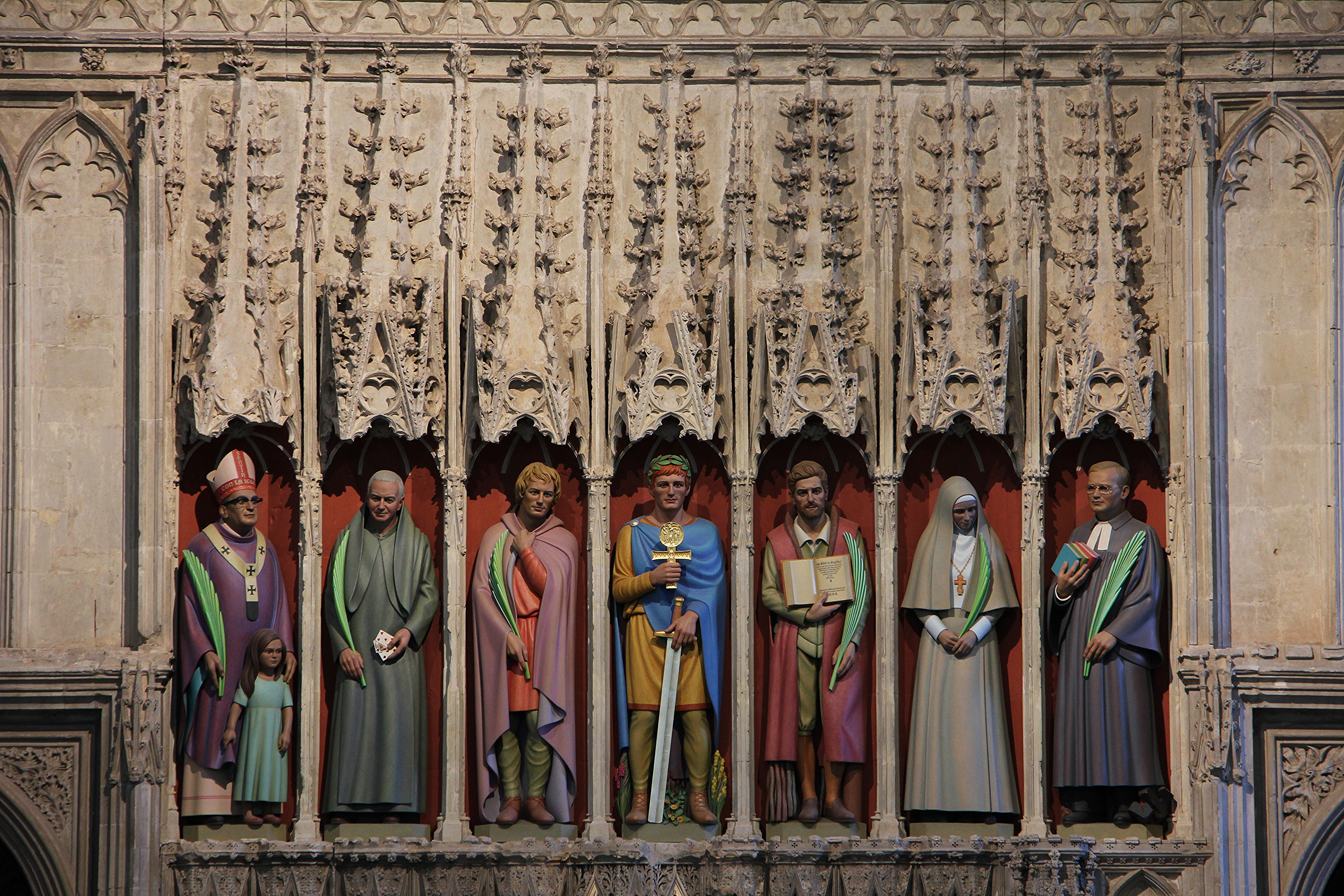
San Óscar Romero, San Albano Roe, San Anfíbalo, San Albano, George Tankerfield, Isabel de Rusia, Dietrich Bonhoeffer, representados en el retablo de la nave. Catedral de St Albans Reino Unido.

A finales de 1750, la salud de Isabel empezó a desmejorar. Pasó a sufrir una serie de mareos y se negó a tomar los medicamentos prescritos, pero prohibió la palabra «muerte» en su presencia. Al saber que estaba muriendo, Isabel usó sus últimas fuerzas para confesarse, rezar con su confesor la oración de los moribundos y despedirse de las pocas personas que deseaba tener junto a ella, incluyendo a Pedro y Catalina y los condes Alekséi y Kirill Razumovski. Finalmente, el 5 de enero de 1762, la zarina murió. Fue sepultada en la catedral de San Pedro y San Pablo de San Petersburgo el 3 de febrero de 1762, tras seis semanas de ritos fúnebres.

## Ancestros
| \| \| \| \| \| \| \| \| \| \| \| \| \| \| \| \| \| \| \| \| 16. Fiódor Nikítich Románov \| \| \| \| \| \| \| \| \| \| \| \| \| \| \| \| \| \| \| \| \| \| \| \| \| \| \| \| \| \| \| \| \| \| \| \| \| \| \| \| \| \| \| \| \| \| \| \| \| \| \| \| \| \| 8. Miguel I de Rusia \| \| \| \| \| \| \| \| \| \| \| \| \| \| \| \| \| \| \| \| \| \| \| \| \| \| \| \| \| \| \| \| \| \| \| \| \| \| \| \| \| \| \| \| \| \| \| \| \| \| \| \| \| \| 17. Ksenia Shestova \| \| \| \| \| \| \| \| \| \| \| \| \| \| \| \| \| \| \| \| \| \| \| \| \| \| \| \| \| \| \| \| \| \| \| \| \| \| \| \| \| \| \| \| \| \| \| \| \| \| \| \| \| \| 4. Alejo I de Rusia \| \| \| \| \| \| \| \| \| \| \| \| \| \| \| \| \| \| \| \| \| \| \| \| \| \| \| \| \| \| \| \| \| \| \| \| \| \| \| \| \| \| \| \| \| \| \| \| \| \| \| \| \| \| 9. Yevdokiya Streshniova \| \| \| \| \| \| \| \| \| \| \| \| \| \| \| \| \| \| \| \| \| \| \| \| \| \| \| \| \| \| \| \| \| \| \| \| \| \| \| \| \| \| \| \| \| \| \| \| \| \| \| \| \| \| 2. Pedro I de Rusia \| \| \| \| \| \| \| \| \| \| \| \| \| \| \| \| \| \| \| \| \| \| \| \| \| \| \| \| \| \| \| \| \| \| \| \| \| \| \| \| \| \| \| \| \| \| \| \| \| \| \| \| \| \| 5. Natalia Narýshkina \| \| \| \| \| \| \| \| \| \| \| \| \| \| \| \| \| \| \| \| \| \| \| \| \| \| \| \| \| \| \| \| \| \| \| \| \| \| \| \| \| \| \| \| \| \| \| \| \| \| \| \| \| \| 1. Isabel I de Rusia \| \| \| \| \| \| \| \| \| \| \| \| \| \| \| \| \| \| \| \| \| \| \| \| \| \| \| \| \| \| \| \| \| \| \| \| \| \| \| \| \| \| \| \| \| \| \| \| \| \| \| \| \| \| 6. Samuel Skowroński o Samuíl Skavronski \| \| \| \| \| \| \| \| \| \| \| \| \| \| \| \| \| \| \| \| \| \| \| \| \| \| \| \| \| \| \| \| \| \| \| \| \| \| \| \| \| \| \| \| \| \| \| \| \| \| \| \| \| \| 3. Catalina I de Rusia \| \| \| \| \| \| \| \| \| \| \| \| \| \| \| \| \| \| \| \| \| \| \| \| \| \| \| \| \| \| \| \| \| \| \| \| \| \| \| \| \| \| \| \| \| \| \| \| \| \| \| \| \| \| 7. Elisabeth Moritz \| \| \| \| \| \| \| \| \| \| \| \| \| \| \| \| \| \| \| \| \| \| \| \| \| \| \| \| \| \| \| \| \| \| \| \| \| \| \| \| \| \| \| \| \| \| \| \| \| \| \| \| |                                          |  |  |  |  |  |  |  |  |  |  |  |  |  |  |  |
| |                                          |  |  |  |  |  |  |  |  |  |  |  |  |  |  |  |
| | 16. Fiódor Nikítich Románov              |  |  |  |  |  |  |  |  |  |  |  |  |  |  |  |
| |                                          |  |  |  |  |  |  |  |  |  |  |  |  |  |  |  |
| |                                          |  |  |  |  |  |  |  |  |  |  |  |  |  |  |  |
| | 8. Miguel I de Rusia                     |  |  |  |  |  |  |  |  |  |  |  |  |  |  |  |
| |                                          |  |  |  |  |  |  |  |  |  |  |  |  |  |  |  |
| |                                          |  |  |  |  |  |  |  |  |  |  |  |  |  |  |  |
| | 17. Ksenia Shestova                      |  |  |  |  |  |  |  |  |  |  |  |  |  |  |  |
| |                                          |  |  |  |  |  |  |  |  |  |  |  |  |  |  |  |
| |                                          |  |  |  |  |  |  |  |  |  |  |  |  |  |  |  |
| | 4. Alejo I de Rusia                      |  |  |  |  |  |  |  |  |  |  |  |  |  |  |  |
| |                                          |  |  |  |  |  |  |  |  |  |  |  |  |  |  |  |
| |                                          |  |  |  |  |  |  |  |  |  |  |  |  |  |  |  |
| | 9. Yevdokiya Streshniova                 |  |  |  |  |  |  |  |  |  |  |  |  |  |  |  |
| |                                          |  |  |  |  |  |  |  |  |  |  |  |  |  |  |  |
| |                                          |  |  |  |  |  |  |  |  |  |  |  |  |  |  |  |
| | 2. Pedro I de Rusia                      |  |  |  |  |  |  |  |  |  |  |  |  |  |  |  |
| |                                          |  |  |  |  |  |  |  |  |  |  |  |  |  |  |  |
| |                                          |  |  |  |  |  |  |  |  |  |  |  |  |  |  |  |
| | 5. Natalia Narýshkina                    |  |  |  |  |  |  |  |  |  |  |  |  |  |  |  |
| |                                          |  |  |  |  |  |  |  |  |  |  |  |  |  |  |  |
| |                                          |  |  |  |  |  |  |  |  |  |  |  |  |  |  |  |
| | 1. Isabel I de Rusia                     |  |  |  |  |  |  |  |  |  |  |  |  |  |  |  |
| |                                          |  |  |  |  |  |  |  |  |  |  |  |  |  |  |  |
| |                                          |  |  |  |  |  |  |  |  |  |  |  |  |  |  |  |
| | 6. Samuel Skowroński o Samuíl Skavronski |  |  |  |  |  |  |  |  |  |  |  |  |  |  |  |
| |                                          |  |  |  |  |  |  |  |  |  |  |  |  |  |  |  |
| |                                          |  |  |  |  |  |  |  |  |  |  |  |  |  |  |  |
| | 3. Catalina I de Rusia                   |  |  |  |  |  |  |  |  |  |  |  |  |  |  |  |
| |                                          |  |  |  |  |  |  |  |  |  |  |  |  |  |  |  |
| |                                          |  |  |  |  |  |  |  |  |  |  |  |  |  |  |  |
| | 7. Elisabeth Moritz                      |  |  |  |  |  |  |  |  |  |  |  |  |  |  |  |
| |                                          |  |  |  |  |  |  |  |  |  |  |  |  |  |  |  |
| |                                          |  |  |  |  |  |  |  |  |  |  |  |  |  |  |  |